# Mission Viejo
Mission Viejo is een plaats (city) in de Amerikaanse staat Californië, en valt bestuurlijk gezien onder Orange County.

## Demografie
Bij de volkstelling in 2000 werd het aantal inwoners vastgesteld op 93.102.
In 2006 is het aantal inwoners door het United States Census Bureau geschat op 94.848, een stijging van 1746 (1.9%).

## Geografie
Volgens het United States Census Bureau beslaat de plaats een oppervlakte van
49,3 km², waarvan 48,3 km² land en 1,0 km² water.

## Plaatsen in de nabije omgeving
De onderstaande figuur toont nabijgelegen plaatsen in een straal van 8 km rond Mission Viejo.

## Geboren in Mission Viejo
- Kaitlin Sandeno (13 maart 1983), zwemster
- Kina Grannis (4 augustus 1985), gitariste en singer-songwriter
- Courtland Mead (19 april 1987), (stem)acteur
- Matt Sorum (1960), drummer/percussonist, Guns'N'Roses
- Kristy Swanson (1969), actrice